# G-Eazy
Gerald Earl Gillum, född 24 maj 1989, är en amerikansk rappare som är uppväxt i Oakland i Kalifornien. Han är mest känd för sin låt "Me Myself And I" som släpptes 2015.
Natten mellan 2 och 3 maj 2018 var han inblandad i ett bråk på nattklubben Solidaritet i Stockholm efter en spelning på Annexet. Åklagare Carl Mellberg begärde honom häktad på sannolika skäl för våld mot tjänsteman den 3 maj. Han hade även en ihoprullad sedel och två påsar innehållande 1,5 gram vitt pulver som antas vara kokain. G-Eazy förklarade sig skyldig till våldsamt motstånd, narkotikabrott och våld mot tjänsteman i domstol den 4 maj. Han dömdes till villkorlig dom, och beordrades att betala en böter på 80 000 kronor och ett skadestånd på 6500 kronor till säkerhetsvakten han anföll.

## Diskografi

### Album
- 2009 - The Epidemic LP
- 2012 - Must Be Nice
- 2014 - These Things Happen
- 2015 - When It's Dark Out
- 2017 - The Beautiful & Damned